# Ivan Seidl
Ivan Seidl (1. dubna 1947 Brno – 15. února 2000) byl český romanista a italianista, docent v oboru románské literatury, překladatel a děkan FF MU v Brně.

## Život
Od roku 1965 studoval na FF MU v Brně, kde absolvoval obor francouzština–čeština (1971), později si jej rozšířil o italštinu (1977) a získal titul PhDr. (1972). Na filozofickou fakultu se vrátil po ročním působení na gymnáziu v Bučovicích. Od roku 1972 působil jako odborný asistent a roku 1987 habilitoval. Roku 1990 se stal vedoucím Ústavu románských jazyků a literatur, od ledna 1997 byl proděkanem pro vědu a výzkum a od listopadu 1998 děkanem. Zemřel náhle a nečekaně.
Podle záznamů Archivu bezpečnostních složek byl od roku 1986 veden jako agent Státní bezpečnosti s krycím jménem „Renal“.

## Dílo
- Obraz druhé světové války v soudobé italské umělecké próze (1983)
- K žánrové charakteristice italské válečné prózy (1987)
- Brněnský románský seminář v meziválečném období. In: Brněnská věda a umění meziválečného období (1918–1939) v evropském kontextu. Sborník příspěvků z konference Masarykovy univerzity konané v rámci oslav 750. výročí udělení městských práv Brnu ve dnech 22. – 25. září 1993. (1993)
- Prokop Miroslav Haškovec: (1. 2. 1876 – 20. 12. 1935). Universitas 1996, č. 1.

Byl autorem řady dalších článků, sborníkových příspěvků, a to i v italštině.